# جبن سجناكي
جبنة سَجَناكي (بالتركية: saganaki peyniri)‏ هي جبنة يونانية وتركية مصنوعة من حليب الأغنام أو حليب البقر أو حليب الماعز أو مزيج منها، وتستخدم في تحضير السجناكي . بعض جبن سَجَناكي يشبه جبن السلة المصنوع في منطقة إيجة في تُركِيَّة.
يُطعم بالزعتر أو الجوز أو المصطكى أو الفلفل الأحمر أو القرفة أو حبة البركة أو الفلفل الأسود أو زيت الزيتون أو مدخن أحيانًا.